# Aptilotus zumbadoi
Aptilotus zumbadoi är en tvåvingeart som beskrevs av Marshall 1997. Aptilotus zumbadoi ingår i släktet Aptilotus och familjen hoppflugor. Inga underarter finns listade i Catalogue of Life.